# Zadławienie (kryminalistyka)
Zadławienie – termin z zakresu kryminalistyki i medycyny sądowej, określający specyficzny rodzaj zagardlenia, w którym ucisk na narządy szyi wywiera bezpośrednio ręka człowieka. Śmierć przez zadławienie jest zawsze wynikiem działania drugiej osoby. Z przyczyn fizjologicznych (automatyczne rozluźnienie dłoni po utracie przytomności) nie istnieje możliwość popełnienia samobójstwa tą metodą.